# Boca Raton
Boca Raton amerikai település, Palm Beach megyében, Florida államban helyezkedik el. A 2020-as népszámlálás szerint 97 422 lakosa van. Boca Raton egy városcsomó középpontjában helyezkedik el. Bár a környező települések is Boca Raton irányítószámát használják, nem tartoznak hozzá, így 120 000 ember nem Boca Raton-i. Boca Raton a legnagyobb város West Palm Beach és Pompano Beach között.

## Népesség
2022-es becslések 99 009 lakosról számoltak be. 2017 és 2021 között 40 782 háztartás volt.
A népesség összetétele: 81,1% fehér, 6,7% afroamerikai, 0,1% százalék indián vagy alaszkai őslakos, 3,1% ázsiai, 0,1% hawaii őslakos, 5,8% két vagy több rassz, és 14,3% latin.

## Közlekedés
Légi közlekedés: Boca Raton Airport

Autó: U.S. Route 1 (a város központján halad át), U.S. Route 441 (a város nyugati határain szel át), Interstate 95, Florida Turnpike

Vasút: Tri-Rail, CSX Transportation, Florida East Coast Railway

## Nevezetes személyek
Az alábbi listán szereplő személyek itt születtek vagy sokáig a városban éltek:
- Jozy Altidore labdarúgó
- Eric André humorista
- Derek Bell autóversenyző
- Sean Berdy színész
- Jon Bon Jovi zenész
- Chris Carrabba énekes
- Noah Centineo színész
- Ariana Grande énekesnő
- Donald Trump az Egyesült Államok 45. elnöke